# Wu Hou (cràter)
Wu Hou és un cràter d'impacte en el planeta Venus de 27,5 km de diàmetre. Porta el nom de Wu Zhao o Wu Zetian (c. 624-705), emperadriu xinesa, i el seu nom va ser aprovat per la Unió Astronòmica Internacional el 1994.